# Gulröd kremla
Gulröd kremla (Russula velenovskyi) är en svampart som beskrevs av Melzer & Zvára 1927. Gulröd kremla ingår i släktet kremlor och familjen kremlor och riskor.  Arten är reproducerande i Sverige. Inga underarter finns listade i Catalogue of Life.

## Källor

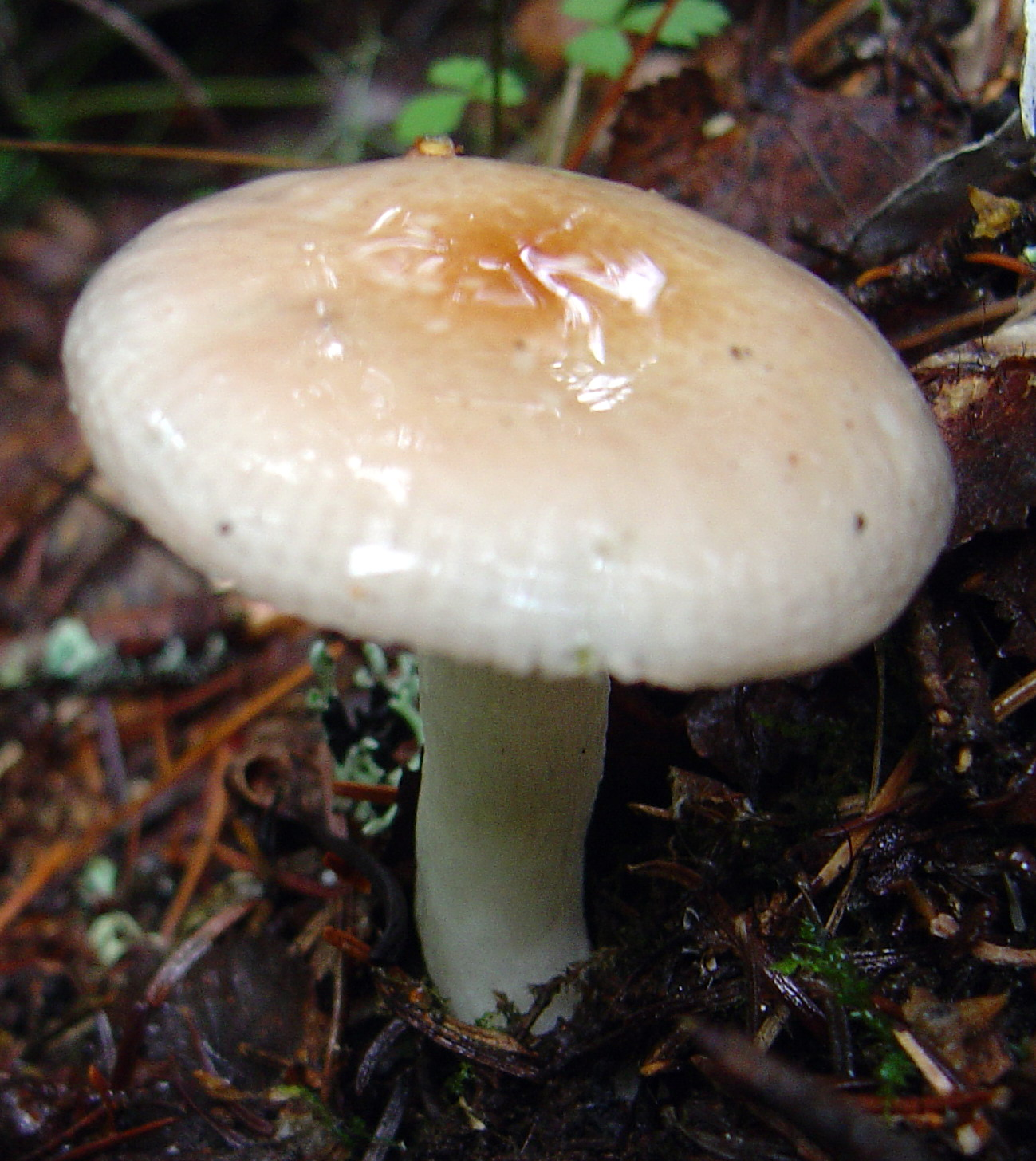
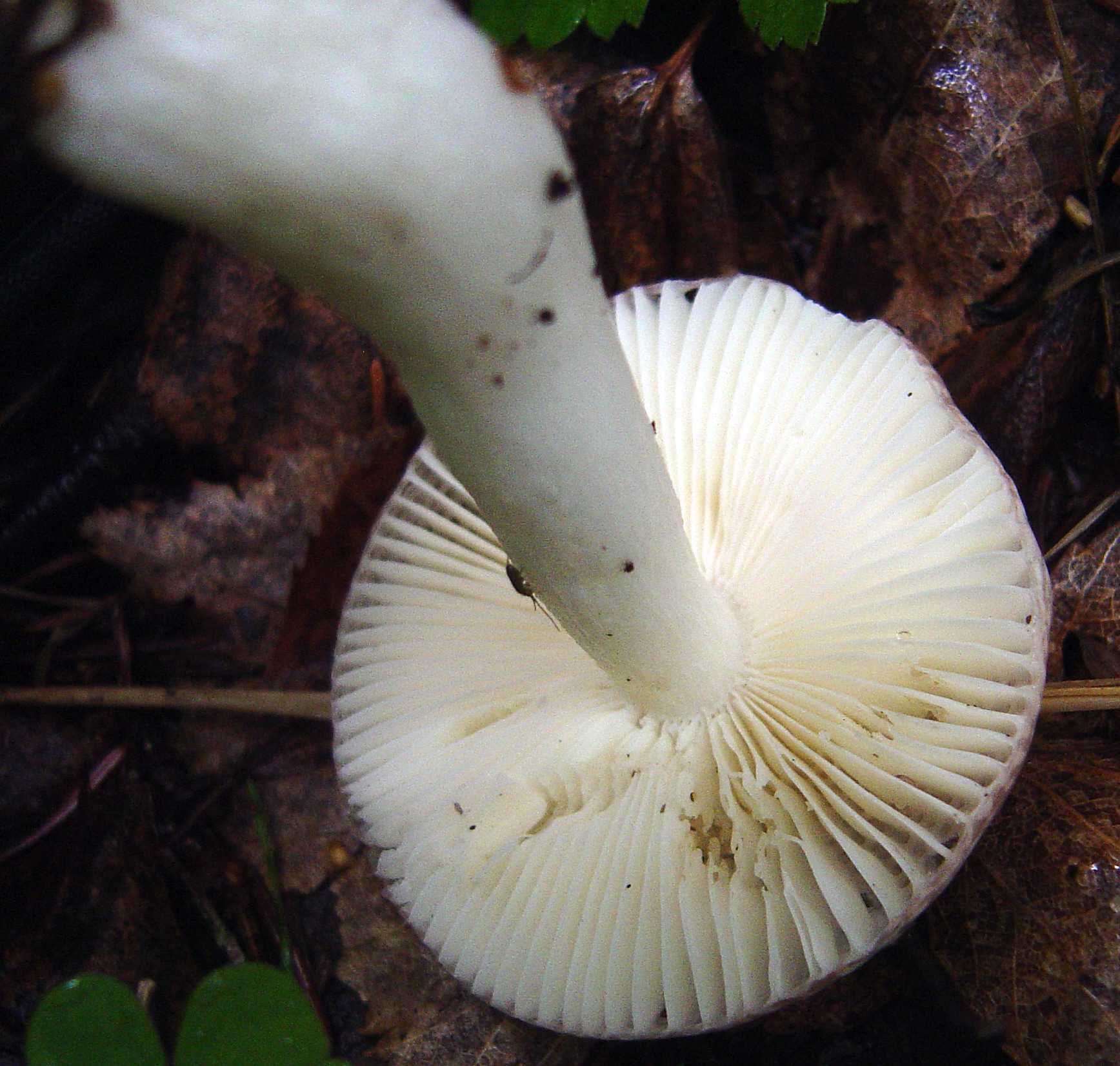
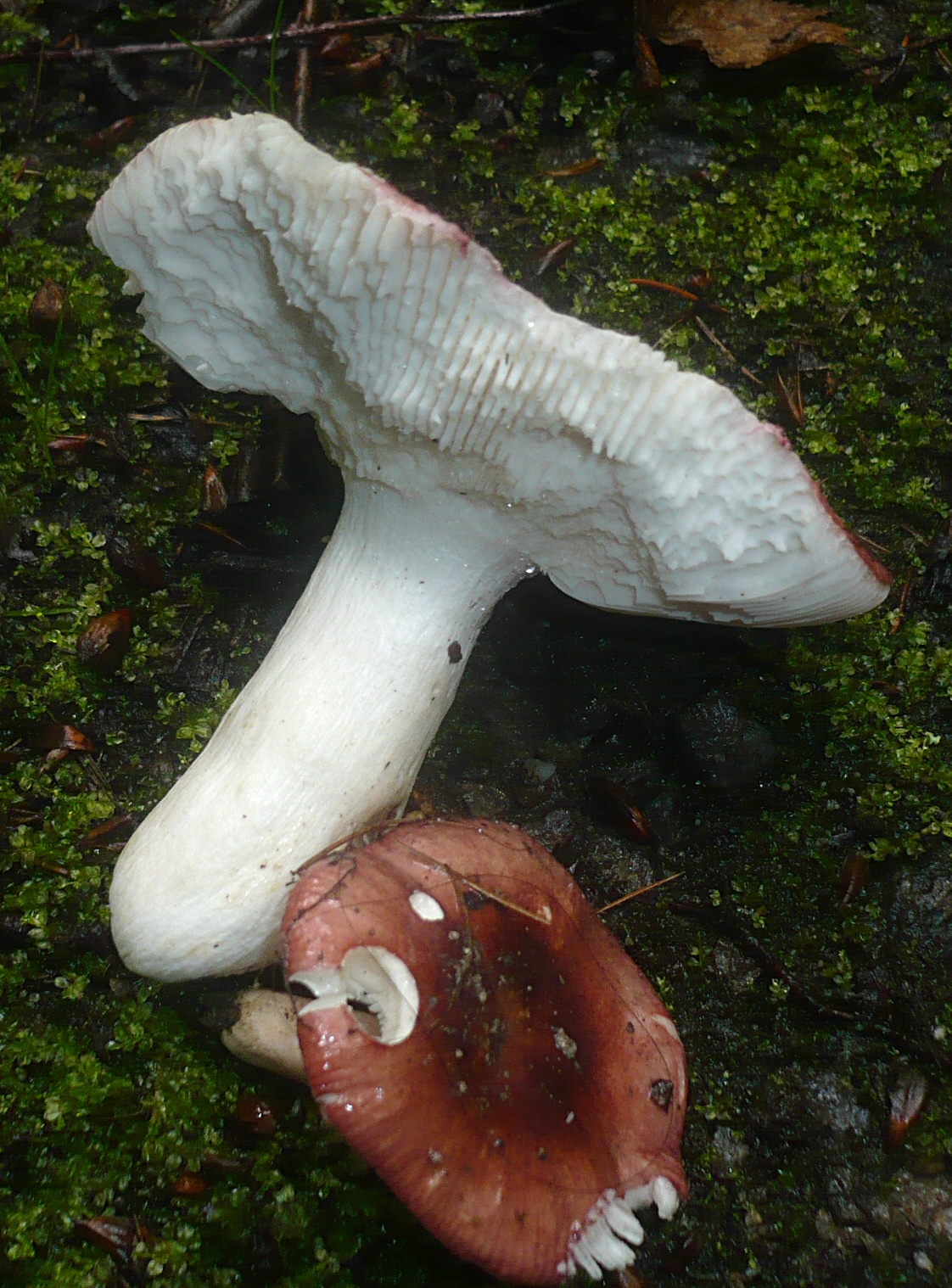